# Capilla de Sitón
Capilla de Sitón é uma comuna da província de Córdoba, na Argentina.